# Walentin Krotkow
Walentin Witaljewicz Krotkow (ros. Валентин Витальевич Кро́тков; ur. 1 września 1991 w Moskwie) – rosyjski siatkarz, grający na pozycji libero.
Jego żoną jest siatkarka Natalja Chodunowa.

## Sukcesy klubowe
Superpuchar Rosji:
- 2016, 2017, 2018, 2020

Klubowe Mistrzostwa Świata:
- 2017
- 2016
- 2019

Puchar Rosji:
- 2016, 2017, 2018, 2019

Liga Mistrzów:
- 2017[3], 2018
- 2019

Mistrzostwo Rosji:
- 2017, 2018
- 2019, 2020

## Sukcesy reprezentacyjne
Mistrzostwa Świata Juniorów:
- 2011